# Wapen van West Papoea

Wapen van de Republiek van West-Papoea

Het wapen van West-Papoea werd door de Nieuw-Guinea Raad aangenomen in 1961. Het ontwerp is gebaseerd op de vlag van het voormalig Nederlands-Nieuw-Guinea, de Morgenster. Het wapenschild wordt ondersteund door een kroonduif, met een drum in de rechterklauw en een bundel met pijlen in de linker. Boven de afbeeldingen staat de spreuk "One People, One Soul" (Eén volk, één ziel). Het geheel is geïnspireerd op de opdruk op de omslag van het pamflet "De Papoea’s roepen Nederland" dat in 1951 gepubliceerd werd.